# Hülsbachtalbrücke

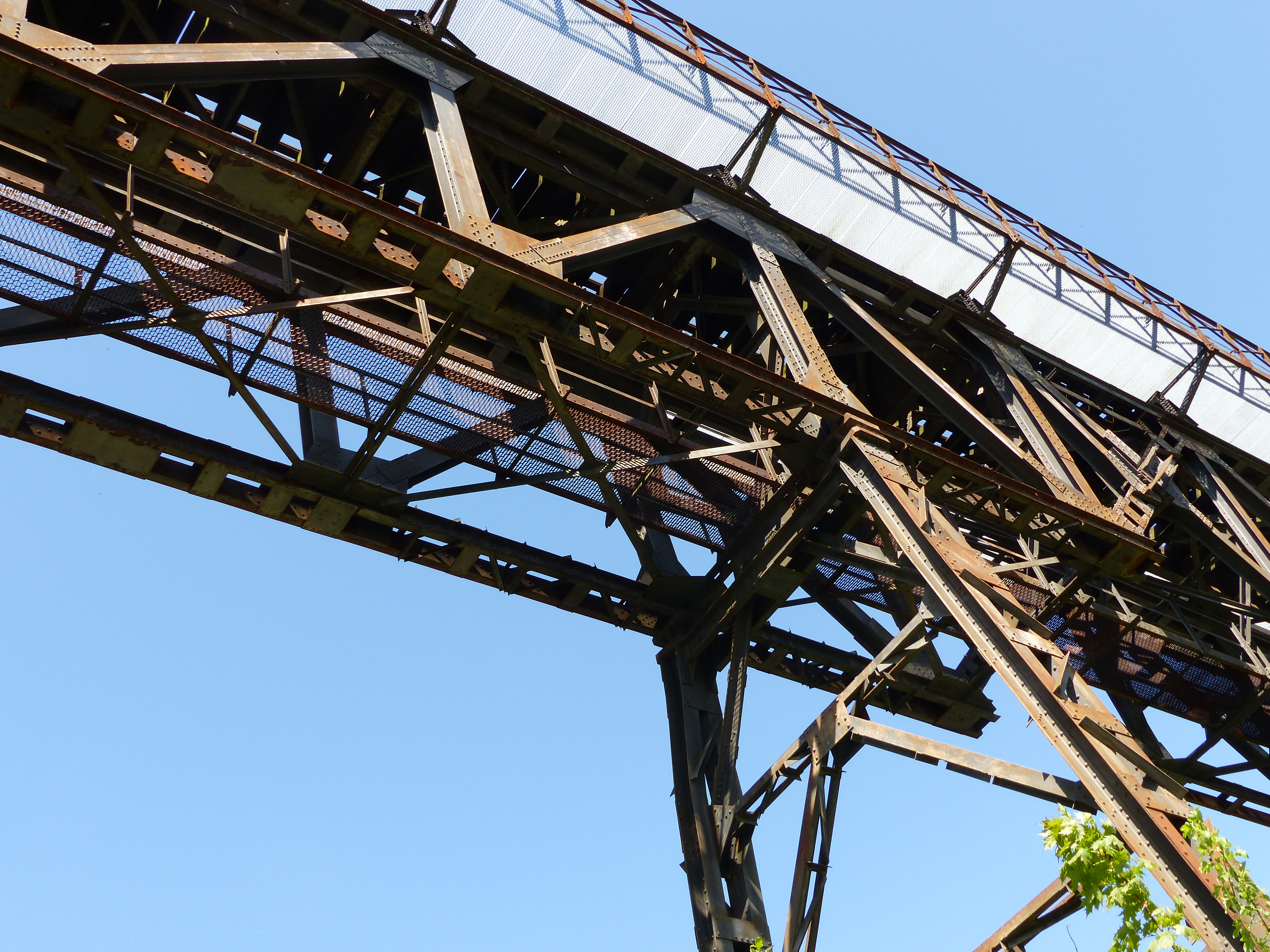
Detail der Hülsbachtalbrücke: Anschluss einer Pendelstütze an die Gerberträger

Die 257,2 Meter lange Hülsbachtalbrücke ist eine Eisenbahnbrücke über den Hülsbach in Westerburg und die zweitlängste Pendelpfeilerbrücke Deutschlands.  Die Eisenbahnstrecke über das Stahlträgerviadukt verband bis 1998 die Orte Westerburg und Rennerod. Heute ist die Strecke stillgelegt.

## Konstruktion und Geschichte
Die Hülsbachtalbrücke wurde als Pendelpfeilerbrücke durch die Tillmann'sche Eisenbau AG für die Westerwaldquerbahn (Herborn-Rennerod-Fehl-Ritzhausen-Westerburg-Wallmerod-Montabaur) erbaut. Das Viadukt ist eine Balkenbrücke mit Gerberträgern. Gerberträger wurden vor allem für große in Stahlfachwerk ausgeführte Eisenbahnbrücken verwendet, die wegen ihrer Spannweite und den im Vergleich zum Straßenverkehr höheren Lasten der Züge nicht als Hängebrücke ausgeführt werden konnten.
Die 600 Tonnen schwere, genietete Stahlbrücke ruht an den Brückenenden auf zwei Widerlagern und in ihrer Gesamtlänge auf vier stählernen Pendelstützen. Im Dezember 1906 waren die Bauarbeiten an der Brücke abgeschlossen. Die Kosten beliefen sich auf etwa 350.000 Mark.
An beiden Brückenseiten sind Fußgängerstege montiert. Von 1920 bis 1922 wurde die Stahlkonstruktion aufgrund der zunehmend höheren Lasten durch Schienenfahrzeuge verstärkt. In den 1930er Jahren wurden die Nietverbindungen aufgrund von Ermüdungserscheinungen erneuert. Ende der 1960er Jahre erhielt die Brücke ihren letzten Anstrich.
Das die Brücke überquerende Teilstück der Westerwald-Querbahn von Westerburg nach Rennerod wurde am 16. Juli 1907 in Betrieb genommen und am 25. April 1998 stillgelegt.
Die Hülsbachtalbrücke steht seit 1985 unter Denkmalschutz.

## Zukünftige Verwendung
Die Interessengemeinschaft Westerwald-Querbahn (IWQ) e. V. hat im August 2013 die Strecke Westerburg–Rennerod von der DB Netz AG gepachtet und strebt eine stückweise Instandsetzung der Strecke über die Hülsbachtalbrücke für die Nutzung als Touristikbahn an.